# 모히건 선 아레나 앳 케이시 플래자
모히건 선 아레나 앳 케이시 플래자(Mohegan Sun Arena at Casey Plaza)은 미국 펜실베이니아주 윌크스배리에 위치한 실내 경기장이다. 현재 AHL 윌크스배리/스크랜턴 펭귄스의 홈경기장으로 사용되고 있다.